# Saint-Rémy-la-Vanne
Saint-Rémy-la-Vanne är en kommun i departementet Seine-et-Marne i regionen Île-de-France i norra Frankrike. Kommunen ligger i kantonen La Ferté-Gaucher som tillhör arrondissementet Provins. År 2022 hade Saint-Rémy-la-Vanne 976 invånare.

## Befolkningsutveckling
Antalet invånare i kommunen Saint-Rémy-la-Vanne
| Referens: INSEE |